# 二俣川村
二俣川村（ふたまたがわむら）は、1889年（明治22年）4月1日から1939年（昭和14年）4月1日まで存在した神奈川県都筑郡の村。

## 概要
神奈川県都筑郡南部の村。現在の神奈川県横浜市旭区南部、保土ケ谷区西部の、おおむね相模鉄道沿線にあたる。
名前の由来は、「新編武蔵風土記稿」に「この地名は(東鑑)などにものせて、ふるくよりもきこえり、 土人の伝えに、隣村長津田、川井の二村より湧き出る二條の小川あり、その川、村の東方に て合し一條となる所、又をなすによりとなへはじめしなり」との記述がある。文中にある「二條の小川」は、帷子川と二俣川を指すと思われる。

## 地理
- 川：市沢川、今井川

## 歴史

### 沿革
- 1889年（明治22年）4月1日 - 町村制の施行により、二俣川村、今井村、市野沢村、三反田村、小高新田が合併して成立。
- 1939年（昭和14年）4月1日 - 横浜市に編入。同日二俣川村廃止。保土ケ谷区の一部となる。
- 1969年（昭和44年）4月1日 - 横浜市保土ケ谷区から旭区が分区。今井町（旧今井村）が保土ケ谷区に、残部が旭区になる。

## 交通

### 鉄道路線
- 神中鉄道（現相模鉄道）
  - 本線：二俣川駅、二俣下川駅

相鉄本線の希望ヶ丘駅、相鉄いずみ野線の南万騎が原駅は未開業。

### 道路
- 神奈川県道白根瀬谷線（現在の神奈川県道40号横浜厚木線）

## 現在の地名
いずれも大体の範囲。
横浜市旭区
- 住居表示実施地区：中沢、中尾
- 住居表示未実施地区：本村町、四季美台、本宿町、南本宿町、今井町、市沢町、三反田町、小高町、桐が作、大池町、善部町、左近山、二俣川、さちが丘、東希望が丘、中希望が丘、南希望が丘、万騎が原、柏町

横浜市保土ケ谷区
- 住居表示実施地区：新桜ケ丘の一部
- 住居表示未実施地区：今井町